# Globularia trichosantha
Globularia trichosantha är en grobladsväxtart. Globularia trichosantha ingår i släktet bergskrabbor, och familjen grobladsväxter.

## Underarter
Arten delas in i följande underarter:
- G. t. longisepala
- G. t. trichosantha

## Bildgalleri

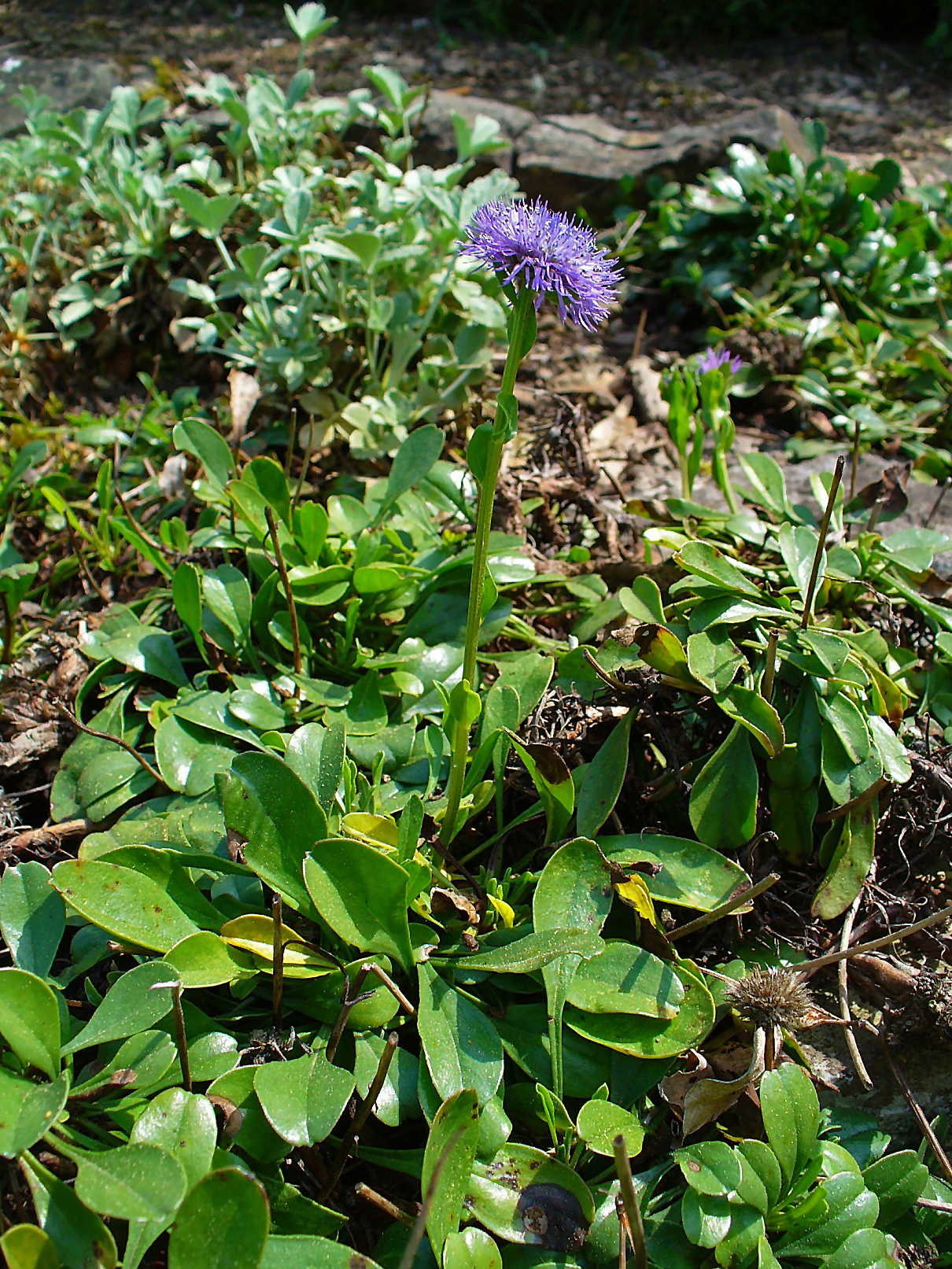
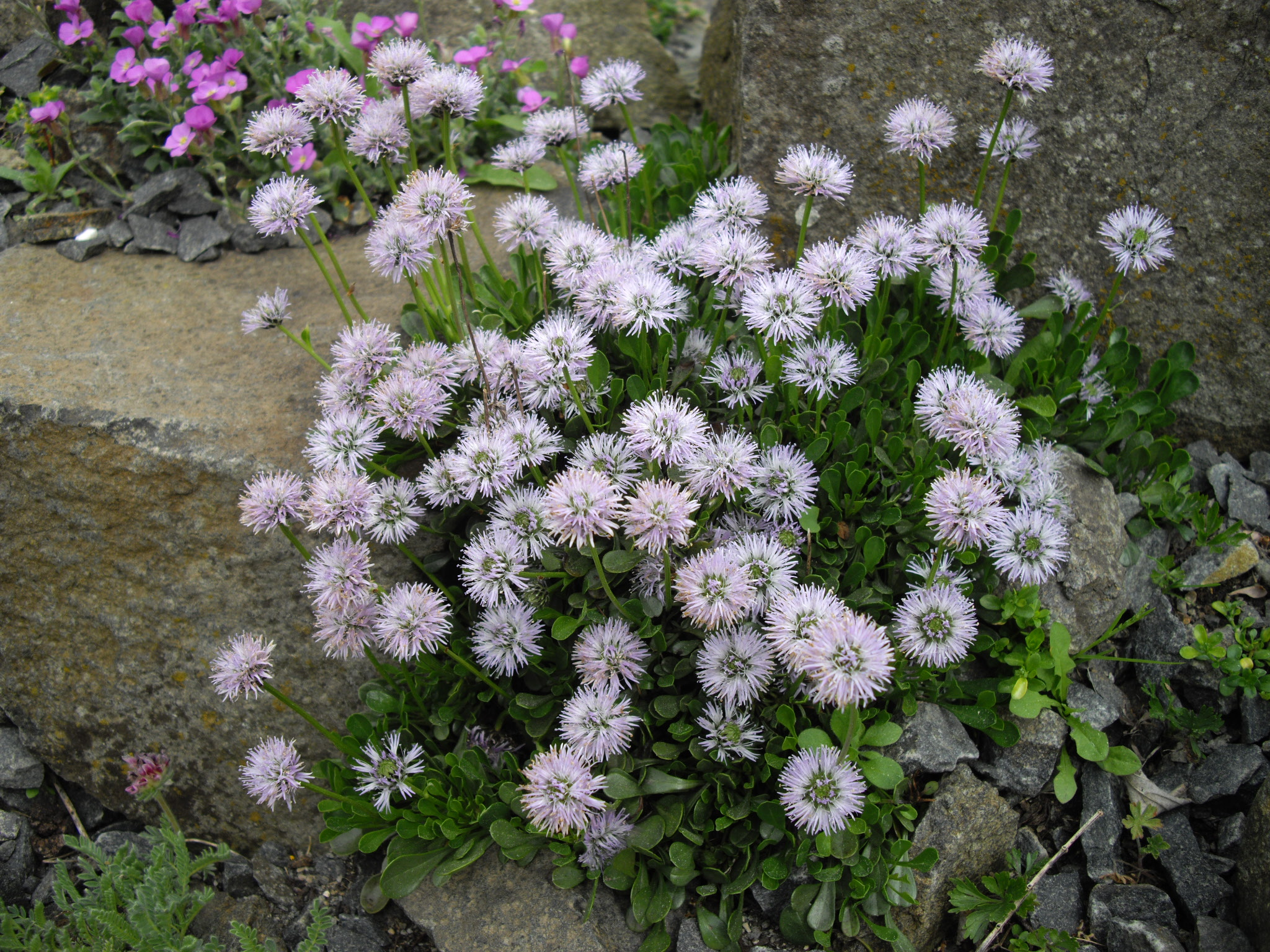
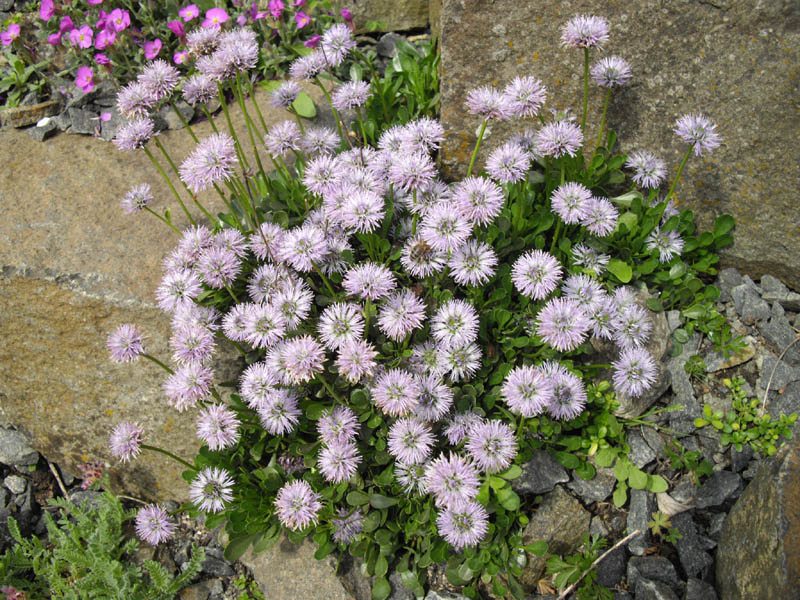